# Předín
Předín (německy Pröding, starší názvy Przedyn, Preding) je obec v okrese Třebíč v Kraji Vysočina. Leží asi 15 km západně od Třebíče a 15 km východně od Telče. Obec se dělí na dvě části, vlastní Předín a vesnici Hory. K obci rovněž patří samoty Kobylí Hlava a Petrůvky. Obcí prochází silnice první třídy I/23. Obec je součástí Mikroregionu Podhůří Mařenky.
V Předíně žije 682 obyvatel.
Sousedními obcemi jsou Opatov, Chlístov, Kněžice, Markvartice, Sedlatice, Štěměchy, Pokojovice, Želetava, Heraltice, Lesná a Svojkovice.

## Geografie
Ze západu na východ vede přes území obce silnice I/23 z křižovatky u osady Kasárna do Štěměch, v Kasárně se křižuje se silnicí I/38. Ze severu na jih prochází přes území obce silnice z Opatova, ta pak končí v zastavěném území obce, v zastavěném území obce pak vede i silnice ze spojky mezi Opatovem a Heralticemi. Z této silnice pak na východ vede užitková silnice do Chlístova. Přes severní výspu území obce vede ze západu na východ spojka mezi Opatovem a Heralticemi. Dále na sever z této spojky pak vede užitková silnice do lesů směrem ke Kněžicím. Jižně ze zastavěného území obce vychází silnice do Lesné. Ze severu na jih přes území obce vede cyklostezka 5216, ze západu na východ pak cyklostezka 5111. Přes území obce prochází zelená turistická stezka okolo Kobylí hlavy.
Velká část území obce je využívána zemědělsky, primárně jižní část území, kde se nachází i zastavěné území obce a osada Hory. Západní okraj území obce je zalesněn, severní část území směrem ke Kněžicím a Heralticím je značně zalesněn, byť byl při kůrovcové kalamitě značně poškozen. Tato oblast je nevhodná k zemědělské činnosti i pro svoji značnou kopcovitost. Na západním okraji zastavěného území obce se nachází areál JZD.
Přibližně 500 metrů západně od hranic území obce pramení Horský potok, ten pak přijímá přítok, který tvoří část západní hranice obce, Horský potok pak teče severně a dál tvoří hranici území obce a po asi kilometru se v rybníku Vidlák stéká s Brtnicí. Řeka Brtnice pramení asi půl kilometru u rybníka Návesní v Lesné, pak teče severně a vlévá se do území obce, protéká pak u zastavěného území obce rybníkem Strhanka a Návesním rybníkem, u něj se do Brtnice vlévá drobný potůček, Brtnice pak pokračuje severně, kde těsně u hranice obce protéká rybníkem Vidlák a asi po 20 kilometrech ústí u Přímělkova do Jihlavy. Na východním okraji území obce pramení potok Koryta, ten pak teče severně a pak západně a v Opatově se vlévá do Brtnice. Pod Kobylím kopcem pramení jeden z přítoků Stařečského potoka, ten pak tvoří část západní hranice a u hájenky Troják ústí do Stařečského potoka. Pod kopcem Kobylí hlava pramení potok Římovka, ten pak teče na jihovýchod a asi po 12 kilometrech ústí do Rokytné. Na jihozápadním okraji území obce pramení některé z přítoků Dašovského potoka, ten pak teče dál na západ a u Římova po cca 5 kilometrech toku ústí do Římovky. U osady Hory jsou dva rybník, Horní a Dolní. 
Území obce je na poměry okresu Třebíč vysoko položené, jeho nadmořská výška se pohybuje od cca 600 metrů nad mořem nedaleko rybníka Vidlák v údolí Brtnice až po 688 metrů nad mořem u vrchu Kobylí hlava. Na západním okraji území obce se nachází vrchol Kobylí hlava (688 m), nedaleko pak i Bukovec (678 m) nebo Kobylí kopec (671 m), více na jih se pak nachází kopce Vrchy (688 m) a Hadí hora (674 m). Mezi zastavěným územím obce a osadou Hory se nachází nepojmenovaný kopec s kótou 680 metrů. 
Zastavěné území obce se nachází uprostřed jižní části území obce, je poměrně rozlehlé a na západním okraji se nachází drobná průmyslová oblast. Při silnici I/23 jižně od zastavěného území obce se nachází osada a část obce Hory. Severně od zastavěného území obce se nachází samota Petrůvky. Na západním okraji území obce pod Kobylí hlavou se nachází hájenka Kobylí Hlava. 
Těsně za západní hranicí území obce se nachází přírodní rezervace Opatovské zákopy, na severním okraji území obce se nachází přírodní rezervace U Trojáku. U samoty Petrůvky se nachází památný strom Dub na Hadí hoře. Pod Kobylím kopcem se nachází u užitkové silnice výrazná nepojmenovaná alej.

## Historie
První písemná zmínka o Předínu pochází z roku 1353. Jméno Předín vzniklo přidáním přípony -in k osobnímu jménu Předa, což byla domácká zkratka jména. V Kosmově kronice (asi 1119–1125) se uvádí, že Předa byl poslán s knězem Petrem do Říma se spisem, který nesli otci apoštolskému. Území, na kterém vznikla osada Předín (Przedyn, Preding), dostal Předa pravděpodobně za své zásluhy.
Hlavní obživou obyvatel bylo zemědělství a práce v lese. Ve středověku se zde dolovala železná ruda, stříbro a zlato.
Kolem roku 1481 byl Předín označován jako městečko, později však byl pouze vsí. Na městečko byl opět povýšen v roce 1856, kdy také obdržel právo pořádat výroční trhy.
Do roku 1849 patřil Předín do brtnického panství, od roku 1850 patřil do okresu Jihlava, pak od roku 1855 do okresu Třebíč.
Vesnice byla založena pravděpodobně dříve, nejspíše v době kolonizace zdejších míst někdy mezi 10. a 12. stoletím. V roce 1366 bylo léno na Předíně a v Heralticích markrabětem Janem uděleno Petrovi Hechtovi z Rosic – v tu dobu byli tři majitelé vesnice, Petr Hecht, Oldřich z Heraltic a Jan z Heraltic. Od té doby se majetkové poměry v Předíně poměrně často měnily. Až v roce 1415 se majetky v Předíně sjednotily a jejich majitelem se stal Jošt Hecht z Rosic; v roce 1420 byl majitelem Bernard Hecht z Rosic. Hechtové však vymřeli po meči a v roce 1453 Jiří z Poděbrad zastavil Předín a zbytek jejich majetku těšínskému knížeti Přemkovi, který však v roce 1464 prodal Předín a Štěměchy Oldřichovi z Miličína.
V roce 1468 krajem prošla armáda Matyáše Korvína a statky v Předíně a okolí obsadil Jindřich Hradecký z Telče. O statky se také začal hlásit Jan Kropáč z Nevědomí, který využil sporů z doby před mnoha lety, kdy měl mít nárok na Předín a okolní vesnice. Spor se vyjasnil až v roce 1490, kdy Kropáč z Telče prodal právo na majetky v Předíně Příbíkovi z Miličína. V roce 1492 pak král Vladislav potvrdil Přibíkovi z Miličína právo na Předín, Heraltice, Svojkovice a Bransudy. Jeho syn Oldřich Mládenec pak roku 1505 prodal Zdenkovi a Burianovi z Valdštejna Předín, Štěměchy, Heraltice, Zašovice a další vesnice a Předín se tak stal součástí brtnického panství.
V roce 1528 již patřily majetky jen Burianovi z Valdštejna. 
Po roce 1600 převzal panství Zdeněk Brtnický z Valdštejna, ten však byl vyhnán ze země a panství mu bylo zabaveno. Brtnický konfiskát po Zdeňku Brtnickém z Valdštejna zakoupil v roce 1622 od Ferdinanda II. za 111 000 tolarů Rambaldo XII., zvaný též Veliký (1579–1630). Collaltové panství vlastnili až do roku 1849, kdy byly provedeny správní reformy. V roce 1788 byla ve vsi zřízena škola, budovu však škola získala až v roce 1816. V roce 1864 škola vyhořela. V roce 1908 byla postavena nová školní budova a v roce 1929 byla otevřena i měšťanská škola.
Roku 1849 byl přestavěn kostel sv. Václava. Roku 1873 byl ve vsi založen čtenářský spolek a v roce 1897 byl založen hasičský spolek. Roku 1856 byl Předín povýšen na městys. Na konci roku 1866 byl Předín zasažen epidemií cholery, která si vyžádala 34 obětí. V roce 1927 byl Předín elektrifikován.
Na konci 19. století se do vesnice vrátil Jan Šilhavý, který se ve Vídni vyučil perleťářem. Ve vsi postupně vzniklo několik perleťářských dílen a také Svaz perleťářů. V roce 1958 byla místní perleťářská výroba začleněna pod podnik Žirovnická knoflíkárna a po roce 1992 perleťářská výroba ve vsi byla zcela ukončena.
V roce 2004 získala obec právo používat obecní symboly.
V roce 2020 došlo ke znečištění prameniště pro obecní vodovod a několik týdnů tak obec byla zásobována náhradními cisternami. V srpnu roku 2020 bylo oznámeno, že prameniště bylo vyčištěno a voda je opět pitná. V dubnu roku 2021 bylo oznámeno, že v Předíně bude vyměněno těleso mostu přes řeku Brtnici. Celková cena mostu měla dosáhnout 7,8 milionu Kč. Most měl být dokončen na konci října téhož roku, to se povedlo a byl tak ke konci října otevřen.
| Rok            | 1869 | 1880 | 1890 | 1900 | 1910 | 1921 | 1930 | 1950 | 1961 | 1970 | 1980 | 1991 | 2001 | 2011 |
| Počet obyvatel | 841  | 921  | 893  | 884  | 957  | 1035 | 994  | 929  | 939  | 858  | 798  | 684  | 679  | 711  |

## Politika
Starostou od roku 2018 byl Arnošt Urbánek, v únoru roku 2021 jej nahradil Zdeněk Skála.

### Představitelé obce
V obci od roku 1855 do roku 1945 působili starostové, mezi lety 1945 a 1990 předsedové MNV a od roku 1990 opět starostové.
- Jakub Vídenský (1855–1858)
- Antonín Krutiš (1958–1960)
- Václav Lapeš (1861–1864)
- Matěj Svoboda (1864–1866)
- Jakub Vídenský (1866–1867)
- Tomáš Veselý (1867–1870)
- Pavel Šindler (1870–1873)
- Tomáš Veselý (1873–1876)
- Pavel Hons (1876)
- Martin Burda (1876–1879)
- Tomáš Obůrka (1883–1889)
- Antonín Doležel (1889–1892)
- Antonín Vídenský (1892–1900)
- Antonín Obůrka (1900–1904)
- František Havel (1904–1907)
- Jan Obůrka (1907–1916)
- František Šilhavý (1916–1918)
- Jan Obůrka (1918–1919)
- Jaroslav Polívka (1919–1923)
- Josef Vetchý (1923–1927)
- Václav Čech (1927–1928)
- Josef Vetchý (1928–1929)
- Václav Čech (1929–1932)
- Bohumil Obůrka (1932–1945)
- Eduard Vídenský (1945)
- Josef Oliva (1945)
- František Procházka (1945–1953)
- Vladimír Vetchý (1953–1957)
- František Brabenec (1957–1964)
- František Zvěřina (1964–1971)
- Tomáš Lapeš (1971)
- Vladimír Vetchý (1971–1976)
- František Kalina (1976–1990)
- František Kalina (1990–1998)
- Arnošt Urbánek (1998–2021)
- Zdeněk Skála (2021–)

### Volby do Poslanecké sněmovny
|       | 2006                | 2010                | 2013                | 2017                | 2021                  |
| ----- | ------------------- | ------------------- | ------------------- | ------------------- | --------------------- |
| 1.    | ČSSD (31,5 %)       | ČSSD (24,68 %)      | KSČM (24,35 %)      | ANO (30,74 %)       | ANO (24,56 %)         |
| 2.    | ODS (27,16 %)       | KSČM (21,83 %)      | ČSSD (22,92 %)      | KSČM (12,93 %)      | SPOLU (21,67 %)       |
| 3.    | KSČM (21,38 %)      | TOP 09 (13,92 %)    | ANO 2011 (13,18 %)  | Piráti (11,49 %)    | Piráti+STAN (14,45 %) |
| účast | 63,60 % (346 z 544) | 58,03 % (318 z 548) | 63,15 % (353 z 559) | 60,87 % (350 z 575) | 63,09 % (347 z 550)   |

### Volby do krajského zastupitelstva
|      | 1.             | 2.                       | 3.                       | účast               |
| ---- | -------------- | ------------------------ | ------------------------ | ------------------- |
| 2000 | KSČM (30,36 %) | ODS (26,7 %)             | 4KOALICE (14,65 %)       | 37,46 % (203 z 542) |
| 2004 | KSČM (36 %)    | ODS (28 %)               | ČSSD (12 %)              | 27,32 % (150 z 549) |
| 2008 | ČSSD (40,77 %) | KSČM (21,84 %)           | ODS (18,44 %)            | 37,5 % (207 z 552)  |
| 2012 | KSČM (34,89 %) | ČSSD (27,6 %)            | Pro Vysočinu (6,77 %)    | 36,15 % (200 z 556) |
| 2016 | KSČM (20,12 %) | ČSSD (17,07 %)           | ANO 2011 (15,85 %)       | 29,45 % (167 z 567) |
| 2020 | ANO (18,03 %)  | ODS+STO (16,93 %)        | Piráti (12,56 %)         | 32,57 % (185 z 568) |
| 2024 | ANO (39,34 %)  | ODS+TOP 09+STO (20,76 %) | ČSNS+KSČM+ČSSD (10,92 %) | 32,46 % (185 z 570) |

### Prezidentské volby
V prvním kole prezidentských voleb v roce 2013 první místo obsadil Miloš Zeman (85 hlasů), druhé místo obsadil Jiří Dienstbier (68 hlasů) a třetí místo obsadil Jan Fischer (47 hlasů). Volební účast byla 59,07 %, tj. 329 ze 557 oprávněných voličů. V druhém kole prezidentských voleb v roce 2013 první místo obsadil Miloš Zeman (259 hlasů) a druhé místo obsadil Karel Schwarzenberg (98 hlasů). Volební účast byla 63,93 %, tj. 358 ze 560 oprávněných voličů.
V prvním kole prezidentských voleb v roce 2018 první místo obsadil Miloš Zeman (168 hlasů), druhé místo obsadil Jiří Drahoš (75 hlasů) a třetí místo obsadil Marek Hilšer (43 hlasů). Volební účast byla 64,73 %, tj. 367 ze 567 oprávněných voličů. V druhém kole prezidentských voleb v roce 2018 první místo obsadil Miloš Zeman (237 hlasů) a druhé místo obsadil Jiří Drahoš (148 hlasů). Volební účast byla 68,93 %, tj. 386 ze 560 oprávněných voličů.
V prvním kole prezidentských voleb v roce 2023 první místo obsadil Andrej Babiš (145 hlasů), druhé místo obsadil Petr Pavel (110 hlasů) a třetí místo obsadila Danuše Nerudová (55 hlasů). Volební účast byla 67,98 %, tj. 380 ze 559 oprávněných voličů. V druhém kole prezidentských voleb v roce 2023 první místo obsadil Petr Pavel (217 hlasů) a druhé místo obsadil Andrej Babiš (178 hlasů). Volební účast byla 70,21 %, tj. 396 ze 564 oprávněných voličů.

## Pamětihodnosti
- Kostel svatého Václava z roku 1849[11]
- Zvonice na Horách z 19. století[39]
- Boží muka nad vsí z 17. století[39]
- Socha sv. Jana Nepomuckého u kostela z roku 1858, dříve byla umístěna u silnice do Opatova[39]
- Litinový kříž před kostelem z roku 1852[39]
- Dub u Hadí hory
- Malé předínské muzeum

## Osobnosti
- Václav Čech (1899–1979) politik
- František Hons (1904–1974), poslanec SNFS
- Petr Kapinus (* 1963), zpěvák, učitel na škole v Předíně
- Jindřich Kocman (1903–1997), administrátor fary v Předíně
- JUDr. Josef Kocman (1891–1942), odbojář, ředitel Zbrojovky Brno
- Vladimír Šebesta (* 1938), elektrotechnik
- František Borgiáš Vídeňský (1867–1939), kněz a pedagog

## Galerie památek

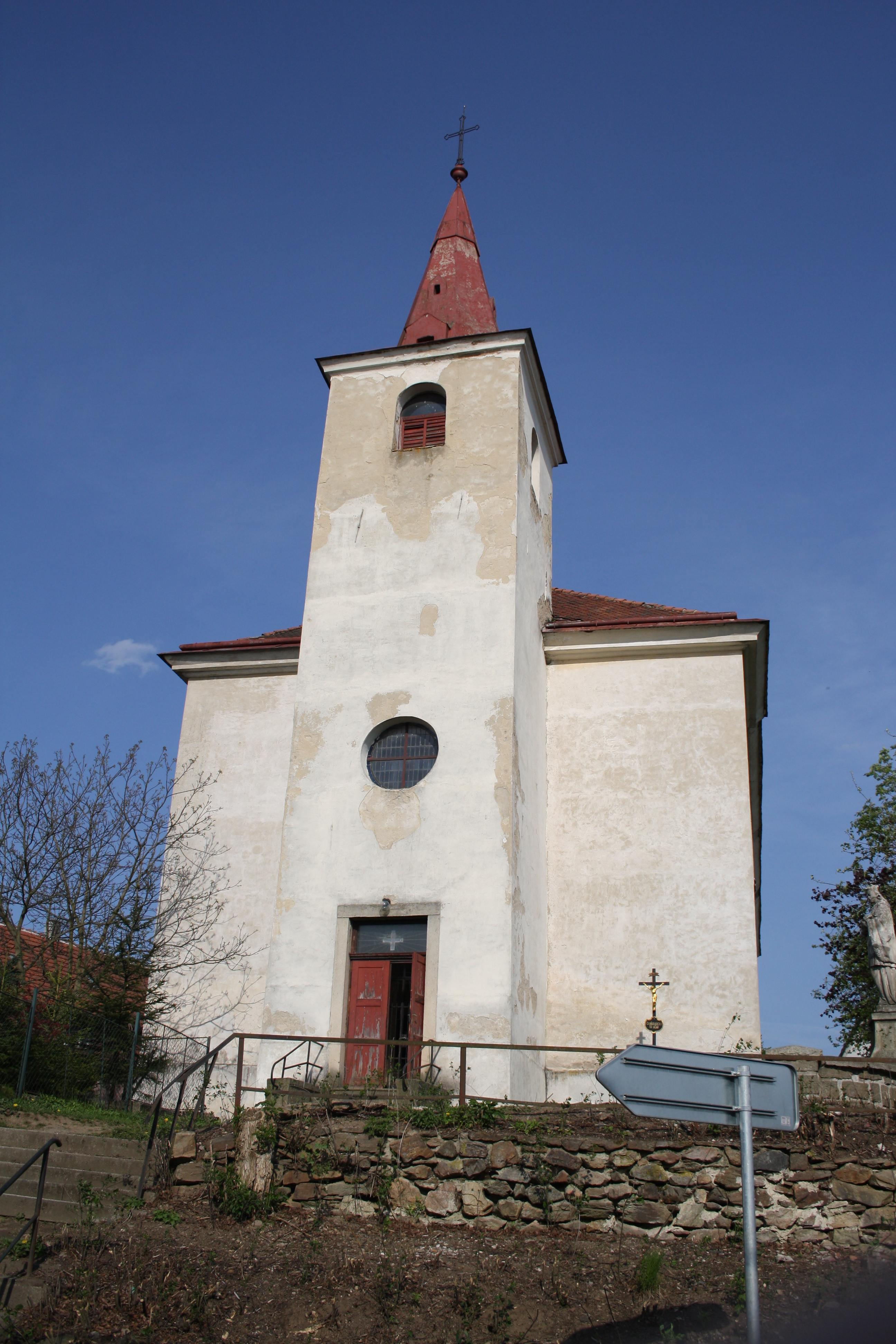
Kostel sv. Václava
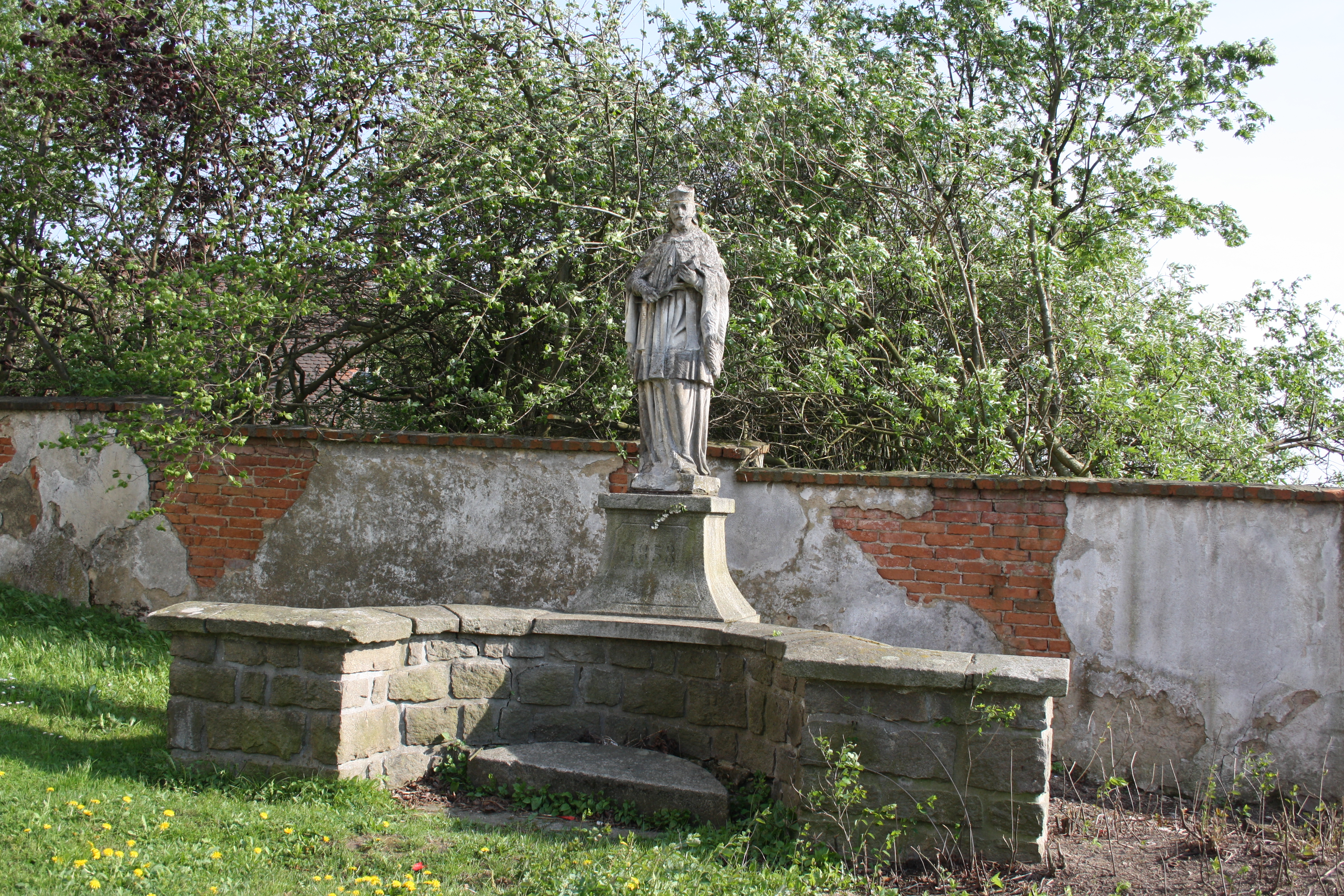
Socha sv. Jana Nepomuckého u kostela
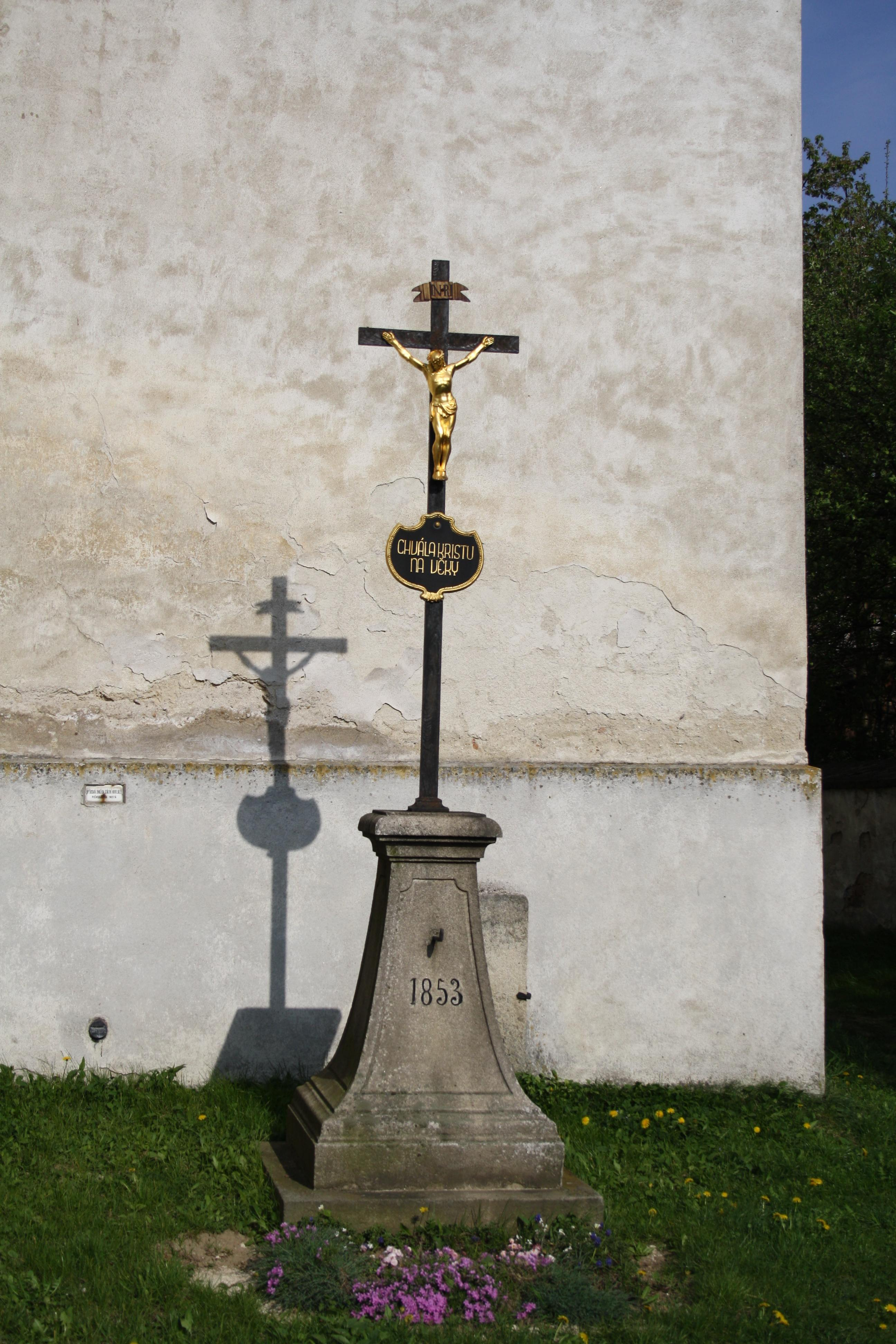
Kříž před kostelem
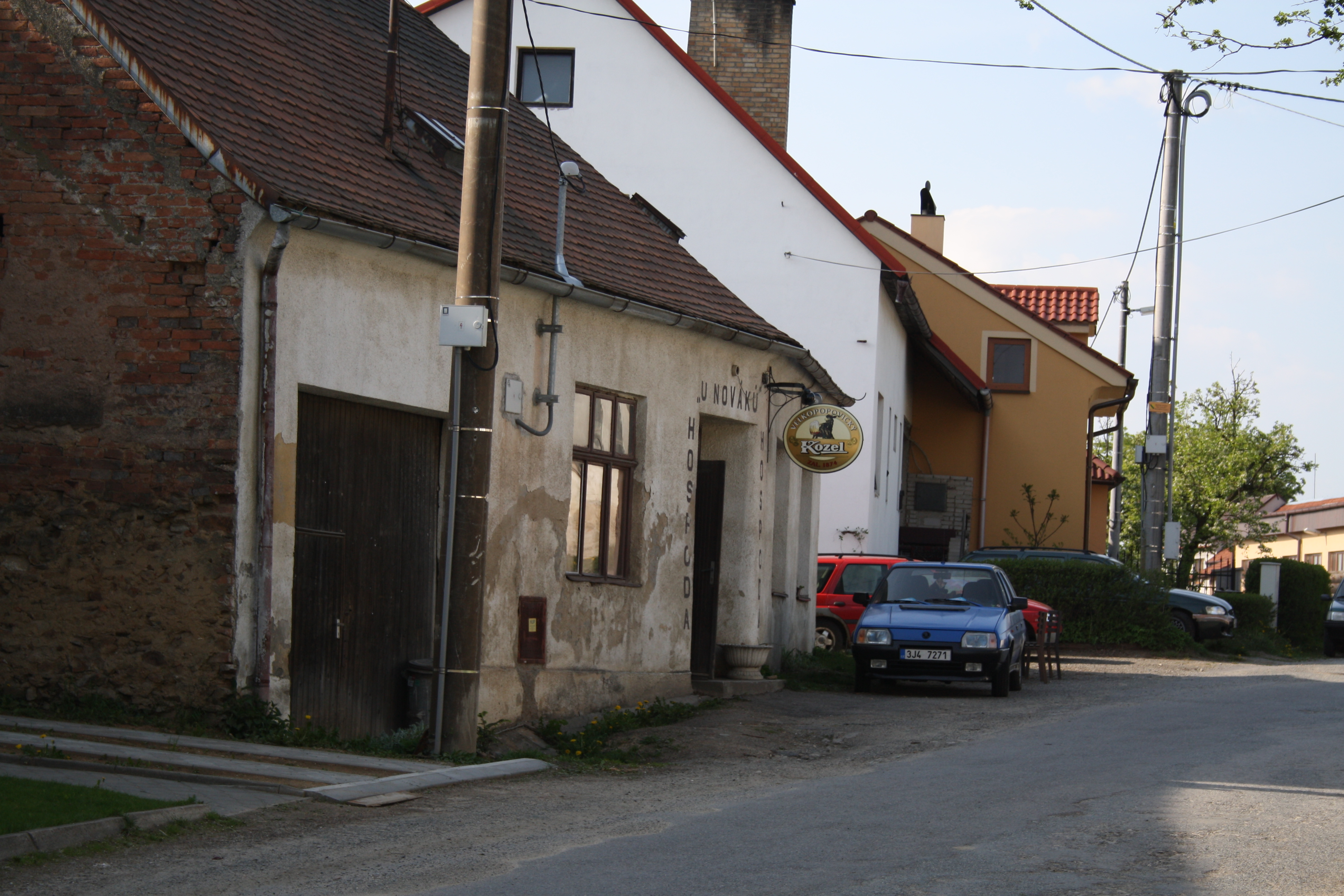
Hospoda u Nováků